# Upplands runinskrifter 577
Upplands runinskrifter 577 är ett försvunnet vikingatida runstensfragment i Estuna kyrka, Estuna socken och Norrtälje kommun. Fragmentet är möjligen inmurat i sakristians vägg och överrappat.

## Inskriften
Translitterering av runraden:
[... uarþ × traþi × ...i...]
Normalisering till runsvenska:
... varð drepinn ...
Översättning till nusvenska:
... blev dräpt ...